# ALCO
American Locomotive Company (okrajšano ALCO, Alco) je najpomembnejša tovarna lokomotiv v ZDA. Tovarna je bila ustanovljena leta 1901, ko so se združile do tedaj samostojna podjetja za izdelavo lokomotiv:
- Brooks Locomotive Works
- Cooke Locomotive and Machine Works
- Dickson Manufacturing Company
- Manchester Locomotive Works
- Pittsburgh Locomotive and Car Works
- Rhode Island Locomotive Works
- Richmond Locomotive Works
- Schenectady Locomotive Works

Sprva je tovarna proizvajala tudi avtomobile.